# Edmund Davall
Edmund Davall ( * Londres , agosto de 1763 - Orbe , 26 de septiembre de 1798) fue un botánico inglés que pasó la mayor parte de su vida en Suiza.

## Biografía
Nace en una familia de la pequeña nobleza militar y parlamentaria inglesa, siendo hijo de otro Edmund Davall (1737-1784), esquire, oficial de aprovisionamiento del Almirantazgo inglés, y de Charlotte Thomasset (1728-1788), aborigen de Agiez, Cantón de Vaud; y, que emigra a Londres en 1749.
Ya a los 20 años, Edmund Davall era apasionado de la botánica y muy prontamente sería muy versado en esa ciencia. Arriba a Orbe (Suisse) para realizar estudios botánicos hacia el mes de febrero de 1784. Se instala en la casa familiar de sus numerosos tíos Thomasset. El 5 de abril de 1784, fallece su padre en Londres, después de la amputación de una pierna. Su madre se volvió a Suiza en agosto de 1784, instalándose en Orbe en la casa de sus hermanas, donde morirá el 11 de noviembre de 1788.
A su arribo a Orbe, Edmund crea un jardín botánico, que tuvieron gran atenció personalmente. Y se hace conocido muy rápidamente en Suiza. En 1787, descubre algunas plantas con Albrecht von Haller (1758-1823) hijo, que se hacen eco las revistas científicas suizas, de la época y se clasificarán en la nomenclatura de su amigo Jean L. A. Reynier (1762-1824). Será su vecino Charles Victor de Bonstetten (1745-1832), último gobernador de Nyon y miembro del Grupo de Coppet, quien le animó a ponerse en contacto Jakob Samuel Wyttenbach (1748-1830), pastor y naturalista de Berna, con quien mantendrá grandes contactos. También se relacionará con Jean Senebier (1742-1809) pastor, bibliotecario y botánico del Cantón de Ginebra, La Chenal, y también con el gran naturalista Horace de Saussure (1740-1799) quien viene a visitarlo a Orbe y que Davall se reuniría en Ginebra en 1791. Saussure cita a Davall en su « Voyages dans les Alpes », publicado en Neuchâtel en 1796.
Davall parte en viaje a Londres en 1788 por largos meses. Wyttenbach y Senebier le escriben cartas de recomendaciones para Sir James E. Smith (1759-1828), primer presidente de la Sociedad linneana de Londres, y se habían conocido durante su viaje a Suiza el año precedente, mientras que la segunda fue en una gira por Europa. Smith lo recibe en su casa, y durante toda su estancia en Londres, Davall vive allí. En consecuencia, nace entre Smith y Davall una gran amistad que dura para siempre, incluida la extensa correspondencia conservada en los archivos de la Sociedad linneana. Durante su estancia en Londres durante el año 1788, Edmund Davall fue elegido miembro correspondiente de la Sociedad linneana de Londres, el 16 de septiembre de 1788(F.L.S).
Al inicio de 1789, Davall decide regresar a Suiza. Volviendo, se detuvo en París y por lo tanto fue testigo de la emoción de la ciudad en el período prerevolucionario.
Edmund Davall se casa el 4 de septiembre de 1789 con Henriette Crinsoz de Cottens (1762-1839), aborigen de Orbe.
Luego de su casamiento, Edmund Davall continua ocupándose de la botánica. Su salud, como cuando estaba en Londres, deviene más y más frágil. Sus ojos sufrían y le pidió a su amigo Albrecht von Haller que lo ayudara con las cartas pues tenía dificultad para escribir cartas, cansándose mucho y era totalmente incapaz de trabajar con la luz de una vela. Tenía menos de 30 años. Sus amigos le exhortaron a reducir sus investigaciones botánicas. Sus escasos ingresos se gastaron en consultas muy caras, que obtiene en Inglaterra con la ayuda de su amigo Louis Mandrot.
Envía a su amigo Smith plantas, cinco veces por año. Nos enteramos que al mismo tiempo, Smith los utiliza cuando da cursos de botánica a la familia real británica. En septiembre de 1792, la duquesa de Devonshire viaja a Suiza viendo a un Davall muy cambiado de quien se reunía a comer en Orbe. Durante esas comidas, Davall le enseñaba los nombres de varias plantas. Edmund Davall relata esas entrevistas a Smith en enero de 1793.
Edmund Davall y Henriette de Cottens tuvieron cuatro hijo, los dos primeros, una hija y un varón, nacidos en 1790 y en 1792, fallecieron prematuramente. En 1793, nace Edmond Davall (el forestal), y en 1795, el benjamín Charles-Edouard, ahijado de Sir James Edward Smith, que se convertirá en un oficial.
La salud de Edmund Davall declinaba rápidamente, y finalmente fallece el 26 de septiembre de 1798 a los 35 años. Cayó en la flor de la vida, sin haber tenido el tiempo para publicar su obra, incluido el ensayo sobre la flora de Suiza que había escrito.
Las colecciones de Edmund Davall tomaron el camino de Inglaterra, siendo incorporadas al herbario de Smith, y depositados en los archivos de la Sociedad linneana y dispersadas en 1863, cuando cerró el Museo. En cuanto a los libros Davall, fueron adquiridos por Smith y se hallan en la biblioteca de la Sociedad linneana de Londres.

## Honores

### Epónimos
Su nombre pasó a la posteridad, ya que dio su nombre a dos plantas de :
- al género de forrajera Davallia Sm. 1793,[1] presente en África del Norte, en Asia, en Malasia, en Japón, en el norte de India y en Australia

a las especies
- (Cyperaceae) Carex davalliana (Sm.) Willd. ex Kunth[2]
- (Cyperaceae) Psyllophora davalliana (Schur[3]
- (Cyperaceae) Vignea davalliana (Rchb.[4]
- (Salicaceae) Salix davalliana (Sm.[5]